# Distretto 2 (Düsseldorf)
Il distretto 2 è uno dei 10 distretti urbani (Stadtbezirk) della città tedesca di Düsseldorf.

## Suddivisione amministrativa
Il distretto 2 è diviso in 3 quartieri (Stadtteil):
- 021 Flingern Süd
- 022 Flingern Nord
- 023 Düsseltal